# Sokol Hostouň

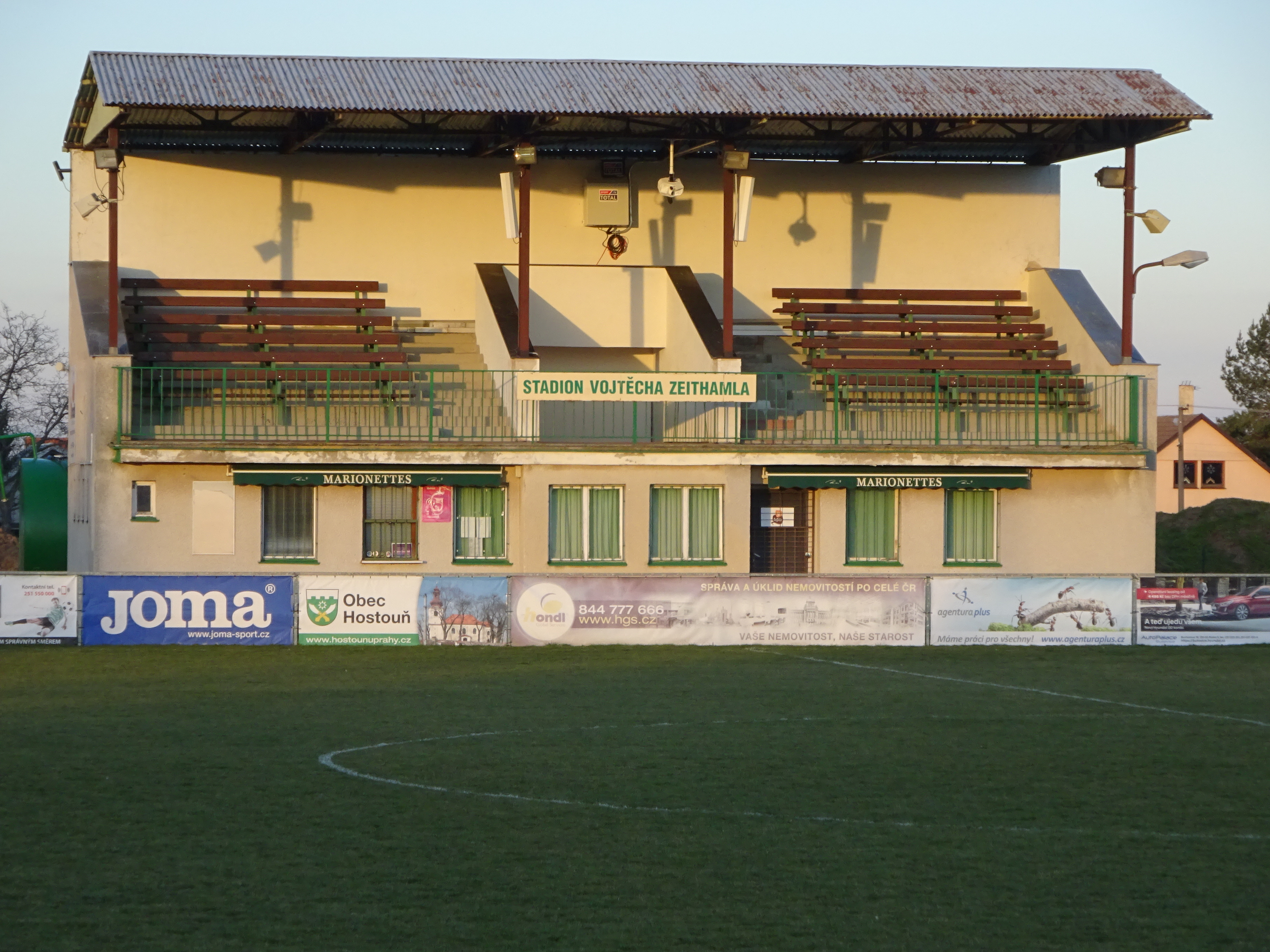
Stadion Vojtěcha Zeithamla v Hostouni

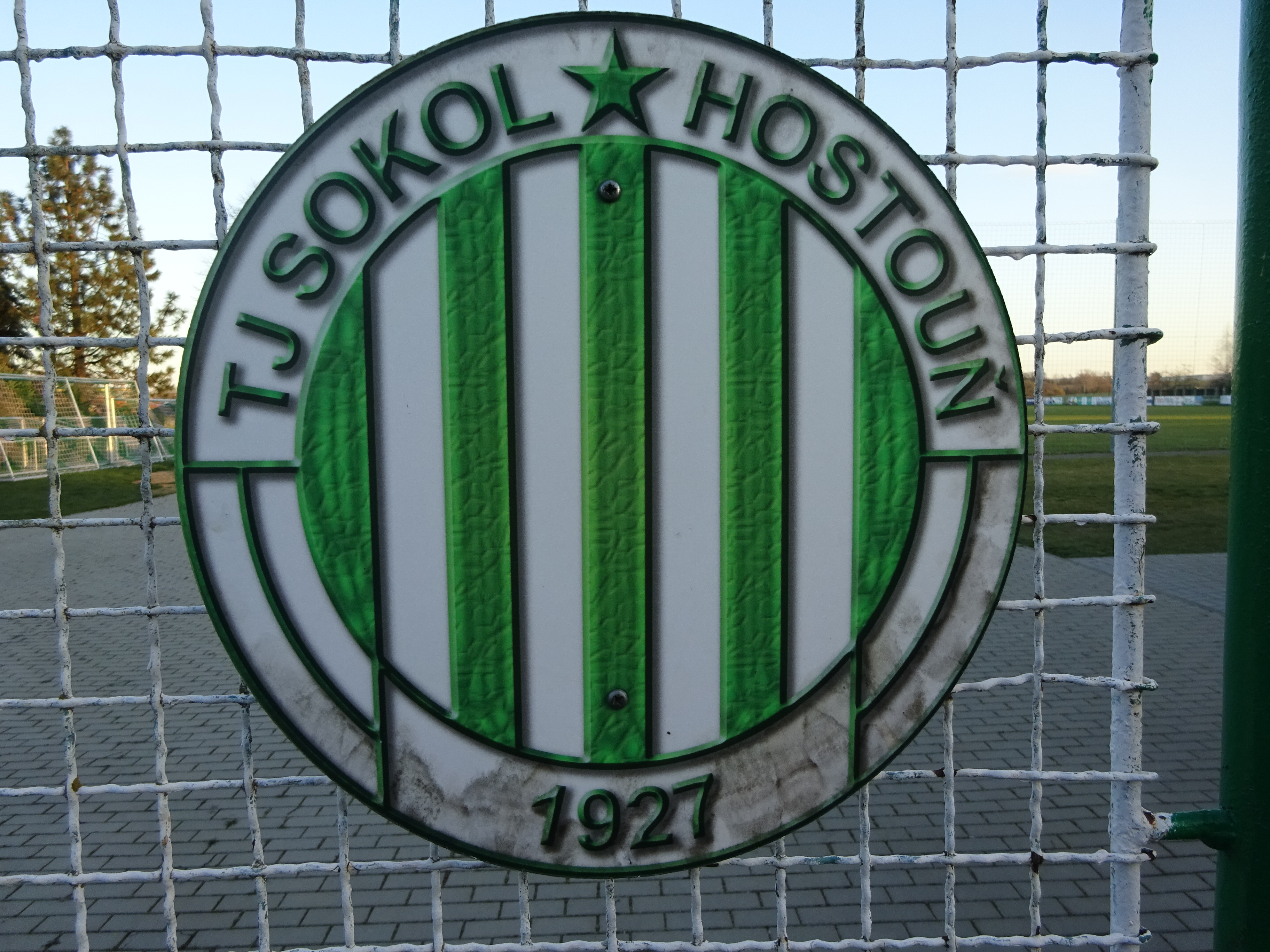
starší logo TJ Sokol Hostouň

Sokol Hostouň je český fotbalový klub z Hostouně u Prahy, hrající od sezóny 2019/20 Českou fotbalovou ligu (ČFL, skupiny A) na Stadionu Vojtěcha Zeithamla. Klub byl založen v roce 1927 pod názvem Čechie Hostouň.

## Historie
Začátky fotbalu v Hostouni se datují k roku 1922, tehdy byl založen klub SK Hostouň, který však svou činnost po dvou letech ukončil. Za oficiální rok vzniku fotbalového klubu je považován rok 1927, o rok později bylo vybudováno první hřiště. Slavnostně otevřeno bylo přátelským zápasem proti Olympii Vršovice před 700 diváky. Mužstva dospělých i dorostu poté hrála pravidelné soutěže až do okupace roku 1938. Po válce došlo k obnovení soutěží, v následujících desetiletích se Hostouň pohybovala střídavě na okresních a krajských úrovních, vrcholem byla účast v I.A třídě. Zlom přišel v roce 2009, kdy mužstvo značně posílilo a pěti postupy v následujících letech dosáhlo svého výkonnostního vrcholu, a tím je od sezony 2019/20 účast v ČFL.

## Soupiska
| #  | Pozice | Hráč              |
| -- | ------ | ----------------- |
| 1  | B      | Martin Saladiak   |
| 2  | O      | Václav Bízek      |
| 3  | O      | David Čížek       |
| 4  | O      | Lukáš Kosík       |
| 5  | Z      | Tadeo Paulizzi    |
| 7  | O      | Tomáš Mládek      |
| 7  | Ú      | Dominik Šmerda    |
| 8  | O      | Karel Charvát     |
| 9  | Z      | Viktor Freisinger |
| 10 | Z      | Jiří Januška      |

| #  | Pozice | Hráč              |
| -- | ------ | ----------------- |
| 13 | O      | David Klimenda    |
| 14 | Z      | Adam Fotr         |
| 15 | Ú      | Graham Etemike    |
| 17 | O      | Filip Novák       |
| 18 | Z      | Diego De Sequeira |
| 19 | Z      | Zdeněk Hucek      |
| 20 | O      | Timi Egbe         |
| 22 | B      | Viktor Pančev     |
| 28 | O      | Václav Rampa      |

## Umístění v jednotlivých sezonách
Stručný přehled
- 2004–2005: I. B třída Středočeského kraje – sk. A
- 2005–2009: II. třída okresu Kladno
- 2009–2010: I. B třída Středočeského kraje – sk.B
- 2010–2011: I. B třída Středočeského kraje – sk.A
- 2011–2014: I. A třída Středočeského kraje
- 2014–2016: Přebor Středočeského kraje
- 2016–2019: Divize B
- 2019–: Česká fotbalová liga – sk.A

Jednotlivé ročníky
Legenda: Z - zápasy, V - výhry, R - remízy, P - porážky, VG - vstřelené góly, OG - obdržené góly, +/- - rozdíl skóre, B - body, červené podbarvení - sestup, zelené podbarvení - postup, fialové podbarvení - reorganizace, změna skupiny či soutěže, * - soutěžní ročníky 2019/20 a 2020/21 byly předčasně ukončeny v důsledku opatření vlády na omezení šíření pandemie covidu-19 v Česku
| Česko (2004 – ) |                                        |        |    |    |   |    |    |    |     |    |        |
| Sezóny          | Liga                                   | Úroveň | Z  | V  | R | P  | VG | OG | +/- | B  | Pozice |
| 2004/05         | I. B třída Středočeského kraje – sk. A | 7      | 26 | 3  | 9 | 14 | 74 | 59 | +15 | 18 | 12.    |
| 2005/06         | II. třída okresu Kladno                | 8      | 26 | 8  | 7 | 11 | 40 | 49 | -9  | 31 | 8.     |
| 2006/07         | II. třída okresu Kladno                | 8      | 26 | 17 | 4 | 5  | 70 | 43 | +27 | 55 | 3.     |
| 2007/08         | II. třída okresu Kladno                | 8      | 26 | 18 | 2 | 6  | 75 | 44 | +31 | 56 | 2.     |
| 2008/09         | II. třída okresu Kladno                | 8      | 26 | 23 | 2 | 1  | 86 | 18 | +68 | 71 | 1.     |
| 2009/10         | I. B třída Středočeského kraje – sk.B  | 7      | 26 | 11 | 6 | 9  | 50 | 44 | +6  | 39 | 5.     |
| 2010/11         | I. B třída Středočeského kraje – sk.A  | 7      | 26 | 16 | 5 | 5  | 62 | 38 | +24 | 53 | 1.     |
| 2011/12         | I. A třída Středočeského kraje         | 6      | 30 | 11 | 4 | 15 | 53 | 68 | -15 | 37 | 9.     |
| 2012/13         | I. A třída Středočeského kraje         | 6      | 30 | 18 | 4 | 8  | 74 | 51 | +23 | 58 | 3.     |
| 2013/14         | I. A třída Středočeského kraje         | 6      | 30 | 19 | 5 | 6  | 78 | 43 | +35 | 62 | 2.     |
| 2014/15         | Přebor Středočeského kraje             | 5      | 30 | 15 | 5 | 10 | 71 | 53 | +18 | 50 | 6.     |
| 2015/16         | Přebor Středočeského kraje             | 5      | 30 | 20 | 6 | 4  | 66 | 38 | +28 | 69 | 2.     |
| 2016/17         | Divize B                               | 4      | 30 | 10 | 5 | 15 | 41 | 47 | -8  | 37 | 13.    |
| 2017/18         | Divize B                               | 4      | 30 | 20 | 4 | 6  | 67 | 30 | +37 | 65 | 2.     |
| 2018/19         | Divize B                               | 4      | 30 | 19 | 6 | 5  | 71 | 30 | +41 | 65 | 1.     |
| * 2019/20       | Česká fotbalová liga – sk.A            | 3      | 16 | 4  | 3 | 9  | 16 | 30 | -14 | 15 | 15.    |
| * 2020/21       | Česká fotbalová liga – sk.A            | 3      | 7  | 3  | 0 | 4  | 7  | 15 | -8  | 9  | 12.    |
| 2021/22         | Česká fotbalová liga – sk.A            | 3      | 28 | 9  | 8 | 11 | 41 | 37 | +4  | 35 | 10.    |
| 2022/23         | Česká fotbalová liga – sk.A            | 3      | 30 | 10 | 8 | 12 | 43 | 53 | -10 | 38 | 8.     |
| 2023/24         | Česká fotbalová liga – sk.A            | 3      | 30 | 13 | 4 | 13 | 41 | 46 | -5  | 43 | 6.     |
| 2024/25         | Česká fotbalová liga – sk.A            | 3      | 30 | 9  | 7 | 14 | 30 | 43 | -13 | 34 | 12.    |